# 加斯东·塞涅
加斯东·塞涅（法語：Gaston Seigner，1878年4月22日—1918年4月26日），法国前男子马术运动员。他曾代表法国参加1912年夏季奥林匹克运动会马术比赛，获得团体场地障碍赛银牌。